# Jacques Antoine Joseph Cousin
Pour les articles homonymes, voir Cousin.
Jacques Antoine Joseph Cousin (29 janvier 1739 - 29 décembre 1800) est un mathématicien et homme politique français.

## Biographie
Né à Paris le 29 janvier 1739, il est reçu en 1772 à l'Académie des sciences. Il est nommé en 1766 professeur coadjuteur de physique au Collège de France et le reste pendant trente-deux ans. La chaire de philosophie grecque et latine a été transformée en chaire de physique générale à son intention.
En 1769, il est nommé professeur de mathématiques à l'École militaire et occupe ce poste pendant vingt ans. Ses concitoyens l'élisent officier municipal en 1791, et l'administration des subsistances lui est confiée.
Emprisonné pendant huit mois et demi sous la Terreur, il est président de l'administration du département le 1er prairial an III (1795) et « affronta la mort, dit M. Lefevre-Gineau dans son discours funèbre, pour comprimer les furieux qui voulaient relever la terreur ».
Le Directoire le nomme membre du bureau central en 1796. Cousin donne sa démission lors du 18 fructidor an V (1797), et l'année suivante il est élu membre du Corps législatif. Il devient membre du Sénat conservateur après le 18 brumaire (1799) et meurt le 29 décembre 1800.
Il est membre de l'Institut national, depuis la formation de cette société en 1795, et y fut remplacé par Pierre Lévêque.

## Œuvres
- Leçons de calcul différentiel et de calcul intégral, 1777, 2 vol. in 8°; réimprimées sous le titre de Traité du calcul différentiel et de calcul intégral, seconde édition 1796, 2 vol. in 4° (Première partie), (seconde partie)
- Introduction à l'étude de l'astronomie physique, 187, in-4° (lire en ligne)
- Traité élémentaire de physique, an III, in-8° de 8 et 144 pages : l'auteur l'avait rédigé en prison
- Traité élémentaire de l'analyse mathématique, 1797, in 8° (lire en ligne)
- des mémoires dans les Acta academiae electroalis Moguntinae scientiarum quae Erfuti est.